# Observatório Astronômico da Universidade Federal do Espírito Santo
O Observatório Astronômico da UFES (OA-UFES) é um  observatório astronômico localizado na cidade de Vitória, vinculado ao Departamento de Física da Universidade Federal do Espírito Santo. Foi inaugurado em março de 1986, época da última passagem do cometa Halley.